# L'homme Moïse et la religion monothéiste
L'homme Moïse et la religion monothéiste (Der Mann Moses und die monotheistische Religion) est le dernier ouvrage de Sigmund Freud, paru en 1939, l'année de sa mort.

## Histoire du livre

### Présentation
Cette section ne s'appuie pas, ou pas assez, sur des sources secondaires ou tertiaires indépendantes du sujet. Le texte peut contenir des analyses inexactes ou inédites de sources primaires.
Pour l'améliorer, ajoutez-en, ou placez des modèles {{Source secondaire souhaitée}} ou {{Source secondaire nécessaire}} sur les passages mal sourcés. (novembre 2021)
« Der Mann Moses und die monotheistische Religion », commencé à Vienne dès 1934, est achevé durant l'exil de Freud à Londres en juin 1938, alors que les deux premiers articles (sur trois) sont parus dans la revue Imago en 1937. Le livre paraît alors simultanément à Amsterdam (en allemand) et à Londres (en anglais, sous le titre Moses and Monotheism) en mars 1939. Au dos de la première traduction française, on lit : « Dans ce dernier ouvrage, le fondateur de la psychanalyse examine les origines du monothéisme en Égypte, au moment de la révolution religieuse et esthétique du pharaon Akhenaton, et expose une théorie nouvelle sur les origines de Moïse et de la religion juive. »
Freud reprend la thèse de l'archéologue américain James Henry Breasted, qui reliait en 1894 le monothéisme biblique à la révolution monothéiste d'Akhenaton.
Traduit de l’allemand par Anne Berman sous le titre Moïse et le monothéisme, le livre est publié par Gallimard en 1948, qui le republie dans une traduction de Cornelius Heimp en 1986. Le texte paraît aux PUF dans les Œuvres complètes de Freud en 2010, et au Seuil dans une traduction de Jean-Pierre Lefebvre en 2012.

### Éditions
(D'après les OCF.P vol. XX) 
Première publication : 
- 1939 : Amsterdam, Verlag Albert de Lange, 241 p.

Autres éditions allemandes :
- 1950 : Gesammelte Werke, t. XVI, p. 103-246.
- 1974 : Studienausgabe, t. IX, p. 459-581.

Traduction anglaise :
- 1964 : Standard Edition, t. XXIII, p. 7-137 : Moses and Monotheism.

Traductions françaises :
- 1948 : Moïse et le monothéisme, traduit par Anne Berman, Paris, Gallimard, 207 p.
- 1986 : L'homme Moïse et la religion monothéiste, traduit par C. Heim, avec une préface de Marie Moscovici, Paris, Gallimard, 256 p.
- 2010 : L'homme Moïse et la religion monothéiste, traduit par J. Altounian, P. Cotet, P. Haller, Ch. Jouanlanne, R. Lainé, A. Rauzy, dans Oeuvres Complètes de Freud / Psychanalyse — OCF.P vol.  XX 1937-1939, Paris, PUF, 2010  (ISBN 978-2-13-056594-9), p. 75-218.
- 2021 : L'homme Moïse, un roman historique, édition bilingue suivie d'un commentaire de Th. Gindele, Auzas Éditeurs IMAGO, 2021.

## État des connaissances sur Akhenaton au début duXXesiècle
L'hypothèse que reprend Freud selon laquelle le monothéisme juif a été influencé par le monothéisme d'Akhénaton, était ignorée des historiens et archéologues jusqu'à la mise au jour en 1887 des tablettes d'Amarna. Dans sa thèse parue à Berlin en 1894, l'égyptologue américain James Henry Breasted souligne l'importance de l'étude de la révolution monothéiste d'Akhenaton dans la compréhension du monothéisme biblique. En 1910, l'égyptologue Arthur P. Weigall associe plus étroitement encore Akhenaton et le récit biblique.

## Réception

### Au temps de Freud
L'ouvrage suscite une certaine résistance de la part de lecteurs juifs dès 1938. Freud rapporte dans son journal la visite d'un érudit juif palestinien, Abraham Shalom Yahuda, qui au double titre de  juif et de spécialiste de la Bible, lui conseille de renoncer à publier l'ouvrage.

### Réception et critique moderne
Aujourd'hui, le lien proposé entre Akhenaton et le monothéisme biblique est généralement contesté. Cependant, le philosophe Bruno Karsenti souligne la portée politique de la thèse freudienne.
La psychanalyste Marie Moscovici, tout en étant admirative, en parle comme d'un livre « à vrai dire assez fou ».
Freud fait de Moïse un disciple d'Akhenaton. Néanmoins, pour les spécialistes modernes, Akhenaton « semble être le premier dans l'histoire universelle à avoir introduit dans la pensée religieuse une innovation que la tradition attribue à Moïse : la distinction entre le vrai et le faux. Autrement dit, entre le vrai dieu et les autres dieux. Mais il n'existe pas pour autant de lien de cause à effet entre la révolution « monothéiste » du pharaon et la naissance du monothéisme biblique, survenue plus tard ». Selon le sociologue Michael Löwy, Freud reconnaît que les bases de cette hypothèse sont fragiles. Il voulait d'ailleurs à l'origine donner comme titre à son essai : L'homme Moïse, un roman historique.